# Super Adventure Rockman
Super Adventure Rockman (スーパーアドベンチャーロックマン est un jeu vidéo interactif développé par Kouyousha et édité le 25 juin 1998 par Capcom uniquement au Japon sur Saturn et PlayStation, dérivé de la série originale Mega Man.

## Trame
Le jeu est divisé en trois épisodes. Le Dr Wily a découvert un ancien superordinateur extraterrestre nommé Ra Moon caché dans les ruines de l'Amazonie, qu'il utilise pour faire revivre ses différents robots de Mega Man 2 et 3. Les ruines sont en quelque sorte capables de stopper presque toutes les machines et l'électricité du monde, provoquant également des effets délétères sur les robots au moyen d'une fréquence de brouillage micro-ondes brutale et envahissante qui s'est soudainement propagée après l'activation de Ra Moon. Roll est rapidement affecté, ainsi le Dr Light immunise Mega Man et ses frères, et les envoie pour arrêter le Dr Wily avant qu'il ne soit trop tard.

## Système de jeu
Le jeu alterne entre des scènes cinématiques, des prises de décisions à partir d'une liste d'options textuelles, et des combats dans un mode de tir à la première personne.

## Développement
L'artiste et producteur de Mega Man Keiji Inafune, prétend que Super Adventure Rockman a été développé à une époque où Capcom tentait de diversifier la série en « la vendant au plus bas enchérisseur ». Bien qu'il ait eu peu d'implication dans le jeu, il est rentre dans l'équipe pour le finaliser quand que le chef de projet le déserte soudainement. Inafune déclare : « La règle tacite ultime concernant la création d'un jeu orienté vers les enfants est que vous ne pouvez tout simplement tuer personne, mais ici vous avez des hélicoptères militaires qui tombent du ciel et des gens qui meurent en masse. Pour moi, j'aurais au moins fait en sorte qu'ils soient sauvés par des parachutes ou quelque chose comme ça... Puis, comme si cela ne suffisait pas, Roll meurt ... et pour couronner le tout, le monde entier est détruit Je me disais : Est-ce qu'ils avaient vraiment besoin d'aller aussi loin ? ».

## Accueil
Super Adventure Rockman est mal accueilli par la presse spécialisée,,.

## Postérité
Le jeu a été adapté dans la bande dessinée Mega Man Archie Comics entre ceux de Mega Man 2 et Mega Man 3.